# Baryscapus oophagus
Baryscapus oophagus is een vliesvleugelig insect uit de familie Eulophidae. De wetenschappelijke naam is voor het eerst geldig gepubliceerd in 1942 door Otten.